# 2005 QK76
2005 QK76 – mała planetoida z grupy Apolla, przelatująca blisko Ziemi.

## Odkrycie i nazwa
Obiekt 2005 QK76 został odkryty 30 sierpnia 2005 po analizie zdjęć z teleskopu w Obserwatorium Kitt Peak w Arizonie (USA), dostępnych w internecie w ramach projektu FMO Spacewatch. Do jej odkrycia przyczynił się amator, Polak Piotr Bednarek, który zaznaczył na zdjęciu inny obiekt, znajdujący się jednak w pobliżu planetoidy. Nazwa tej asteroidy jest oznaczeniem prowizorycznym.

## Orbita
Orbita planetoidy 2005 QK76 jest nachylona pod kątem 22,9˚ do ekliptyki, a jej mimośród wynosi 0,518. Ciało to krąży w średniej odległości 1,399 j.a. wokół Słońca. Peryhelium orbity znajduje się 0,674 j.a., a aphelium 2,124 j.a. od Słońca. Na jeden obieg Słońca asteroida ta potrzebuje rok i 240 dni.

## Właściwości fizyczne
Jest to małe ciało, którego wielkość szacuje się na kilkanaście metrów, ma najprawdopodobniej nieregularny kształt. Absolutna wielkość gwiazdowa 2005 QK76 wynosi 25,2m.